# Star Trek V - L'ultima frontiera
Star Trek V - L'ultima frontiera (Star Trek V: The Final Frontier), noto nel fandom anche con le sigle TFF e ST V, è un film di fantascienza del 1989 diretto da William Shatner, che è anche l'interprete del capitano Kirk. Rappresenta il quinto film della serie cinematografica di Star Trek.

## Trama
Mentre sulla Terra alcuni ufficiali della nave USS Enterprise NCC-1701-A si godono una licenza, l'ingegnere Scotty sovraintende le riparazioni della nave, afflitta da guasti tecnici a diversi sistemi, fra cui anche il teletrasporto.
Nel frattempo un gruppo di ribelli guidati da un misterioso vulcaniano s'impadronisce di Paradise City, la capitale di Nimbus III, il pianeta della Pace Galattica, e prende come ostaggi tre consoli rappresentanti rispettivamente della Federazione dei Pianeti Uniti, dell'Impero Klingon e dell'Impero Romulano. Così il capitano Kirk e i suoi ufficiali vengono richiamati in servizio sulla loro nave che viene inviata su Nimbus III per liberare gli ostaggi, ma i ribelli riescono ad impadronirsene e a dirottarla verso il centro della Galassia.
Il loro capo si rivela essere Sybok, fratellastro di Spock, nato sul pianeta Vulcano e figlio dell'influente ambasciatore vulcaniano Sarek e di una principessa vulcaniana, con la quale il padre era sposato prima di Amanda Grayson. Prima di diventare quello che è, Sybok aveva studiato le più antiche tradizioni della sua civiltà, distinguendosi con onore per la spiccata intelligenza, ma presto aveva rifiutato l'educazione tradizionale alla logica imposta da Surak in favore dell'emozione, contravvenendo in tal modo alla millenaria filosofia vulcaniana e ottenendo l'esilio dal suo pianeta nativo.
Ora è alla ricerca di un pianeta perduto, che nella tradizione vulcaniana è chiamato Sha Ka Ree (il paradiso terrestre dei Vulcaniani), dove spera di incontrare finalmente Dio, dal quale sostiene di aver ricevuto una visione, ed è convinto che tale pianeta si trovi proprio al centro della Galassia, al di là della Grande Barriera, un potente campo di energia che tutti ritenevano impenetrabile per qualsiasi nave (l'ultima frontiera dell'universo conosciuto fino a quel momento). Sybok riesce con i suoi poteri a persuadere e a portare dalla sua parte anche Sulu, Chekov e Uhura, dopodiché raggiunge Kirk, Spock e McCoy (che erano riusciti a evadere dalla cella in cui erano stati rinchiusi e avevano mandato un segnale di soccorso) e spiega loro le sue intenzioni. Sotto il comando di Sybok, l'Enterprise A riesce finalmente a superare la Grande Barriera e a raggiungere il pianeta.
Kirk, Spock e McCoy, stupiti dall'impresa compiuta, accettano quindi di accompagnare Sybok sulla superficie del pianeta, e una volta giunti qui, un'enorme creatura aliena si manifesta ai quattro sotto una potente forma di energia: essi credono quindi che questi sia proprio Dio, ma ben presto scoprono che si tratta invece un'entità oscura e malvagia, imprigionata in quel posto da lungo tempo, che cerca di avere la meglio sugli uomini della Federazione per avere l'Enterprise A ed evadere dal pianeta.
Con il sacrificio del pentito Sybok, Kirk e i suoi uomini riescono a fuggire, ma per loro i guai non sono ancora finiti: il giovane ed ambizioso capitano Klaa, dell'Impero Klingon, è all'inseguimento dell'Enterprise A con il suo sparviero, per poter affrontare e sconfiggere Kirk. La nave klingon attacca il vascello federale proprio mentre Kirk è ancora bloccato sul pianeta. Tuttavia Spock convince il generale klingon Koord, che si trova a bordo dell'Enterprise A, a fermare Klaa, in quanto il suo attacco non era autorizzato dal governo klingon. Dopodiché, proprio grazie allo sparviero, il Vulcaniano riesce a salvare in tempo il capitano Kirk uccidendo l'entità oscura.
L'Enterprise A può quindi tornare sulla Terra dove Kirk, Spock e McCoy vanno a godersi una meritata licenza prima di iniziare una nuova avventura.

## Personaggi
- James T. Kirk è il capitano della rinnovata USS Enterprise NCC-1701-A.
- Spock è l'ufficiale esecutivo della nave.
- Leonard McCoy è l'ufficiale medico della nave.
- Montgomery Scott è il capo ingegnere della nave.
- Pavel Chekov è l'ufficiale alle operazioni della nave.
- Nyota Uhura è l'ufficiale alle comunicazioni della nave.
- Hikaru Sulu è il timoniere della nave.
- Sybok è il fratellastro di Spock, figlio di Sarek e di una sconosciuta principessa vulcaniana, moglie di Sarek prima di Amanda. Sybok ha rifiutato la via della logica vulcaniana, abbracciando una propria fede e spingendosi alla ricerca della mitica Sha Ka Ree, sorta di Eden vulcaniano. Il personaggio, creato per questo film e potenzialmente non canonico, riapparirà solamente nel franchise solamente più di trent'anni dopo, nella serie televisiva Star Trek: Strange New Worlds.
- John Talbot era il rappresentante della Federazione assegnato a Nimbus III. Aiuta Sybok a prendere il comando dell'Enterprise.
- Klaa è un capitano Klingon che vuole vendicarsi a tutti i costi di Kirk.
- Caitlin Dar è la rappresentante romulana di Nimbus III che viene catturata da Sybok e usata per attirare sul pianeta una nave della flotta stellare.
- Koord è un generale Klingon conosciuto per le sue capacità strategiche militari. Aiuterà Sybok nella sua missione.
- Vixis è la primo ufficiale Klingom sotto il comando di Koord.
- Dio di Sha Ka Ree è un'entità malevola che prova a convincere Sybok a liberarlo.
- J'onn è un seguace di Sybok.
- David McCoy è il padre di Leonard "Bones" McCoy, che muore di cancro sotto i suoi occhi prima che una cura possa essere trovata.
- Sarek (giovane) è il padre di Spock, in seguito ambasciatore vulcaniano della Federazione.
- Amanda (giovane) è la madre terrestre di Spock.

## Produzione

### Regia
Dopo le due regie affidate a Leonard Nimoy, interprete del personaggio Spock, anche William Shatner riuscì con questo film a ottenere la regia di uno dei capitoli cinematografici della serie, basato su un soggetto di sua produzione.

### Cast
- William Shatner, nel ruolo di James T. Kirk.[2]
- Leonard Nimoy, nel ruolo di Spock.[2]
- DeForest Kelley, nel ruolo di Leonard McCoy.[2]
- James Doohan, nel ruolo di Montgomery Scott.[2]
- Walter Koenig, nel ruolo di Pavel Chekov.[2]
- Nichelle Nichols, nel ruolo di Nyota Uhura.[2]
- George Takei, nel ruolo di Hikaru Sulu.[2]
- David Warner, nel ruolo di John Talbot.[2]
- Laurence Luckinbill, nel ruolo di Sybok.[2] Per il ruolo di Sybok fu inizialmente contattato Sean Connery, che tuttavia non poté accettare l'offerta in quanto già impegnato nelle riprese di Indiana Jones e l'ultima crociata. Anche il nome del pianeta Sha Ka Ree infatti nacque come un tributo all'attore scozzese.
- Todd Bryant, nel ruolo di Klaa.[2]
- Cynthia Gouw, nel ruolo di Caitlin Dar.[2]
- Charles Cooper, nel ruolo di Koord.
- Spice Williams-Crosby, nel ruolo di Vixis.
- George Murdock, nel ruolo di Dio di Sha Ka Ree.[2]
- Rex Holman, nel ruolo di J'onn.[2]
- Bill Quinn, nel ruolo di David McCoy.[2]
- Johnathan Simpson, nel ruolo di Sarek (giovane).
- Cynthia Blaise, nel ruolo di Amanda (giovane).

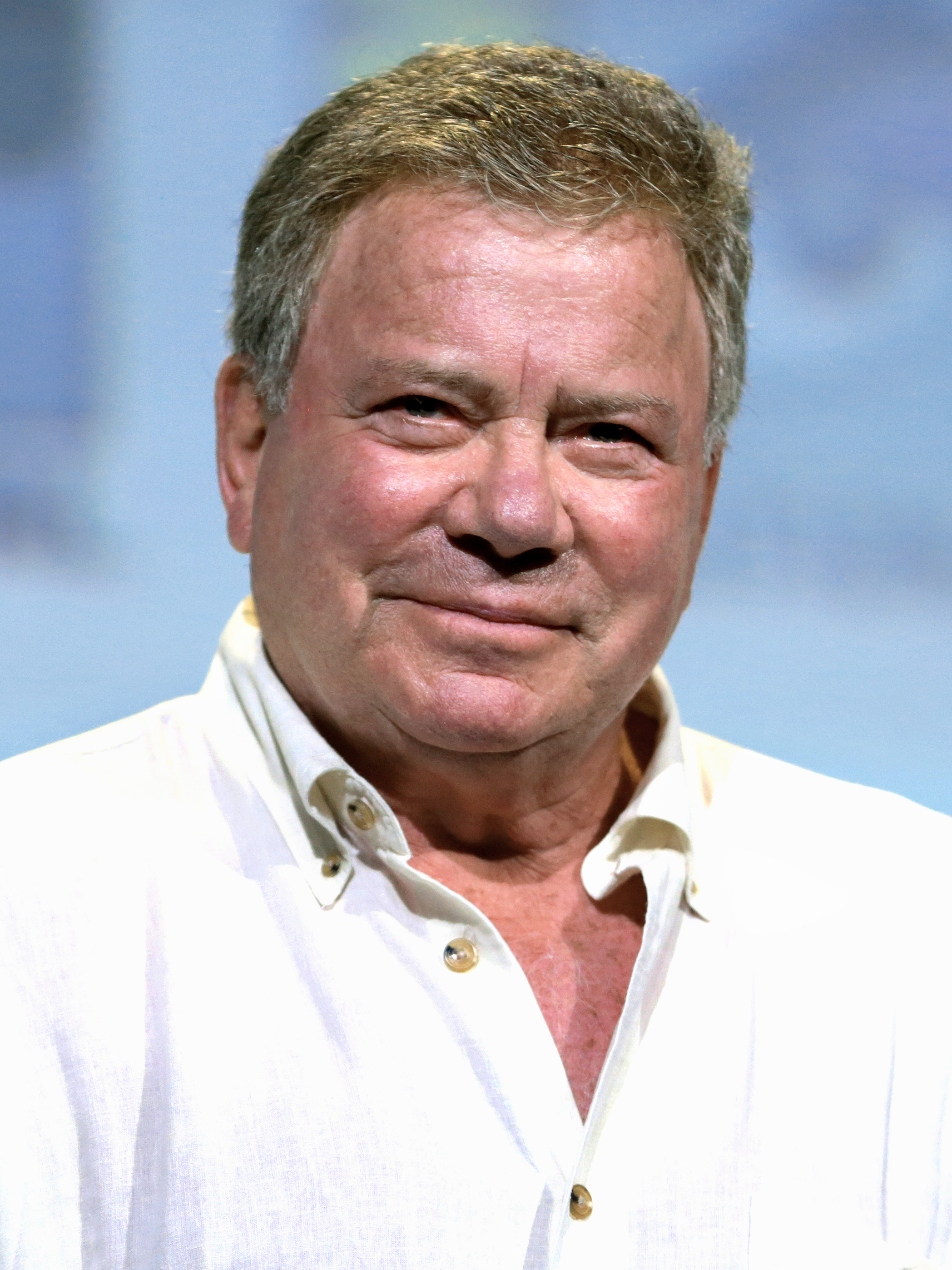
William Shatner, interprete di James T. Kirk
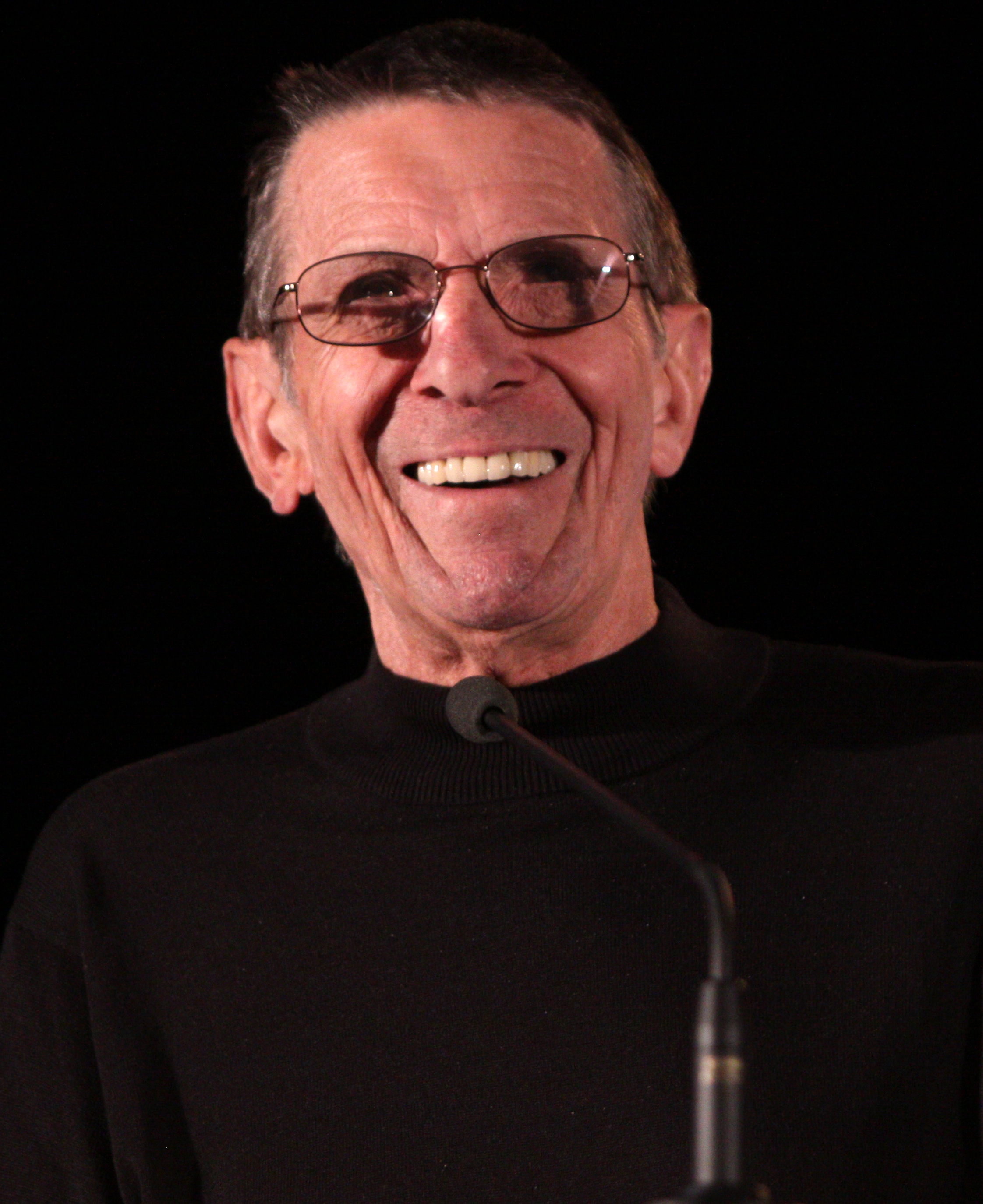
Leonard Nimoy, interprete di Spock
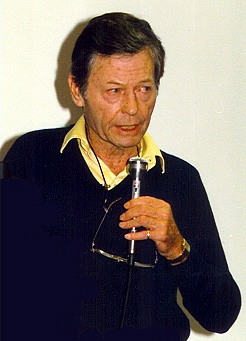
DeForest Kelley, interprete di Leonard McCoy
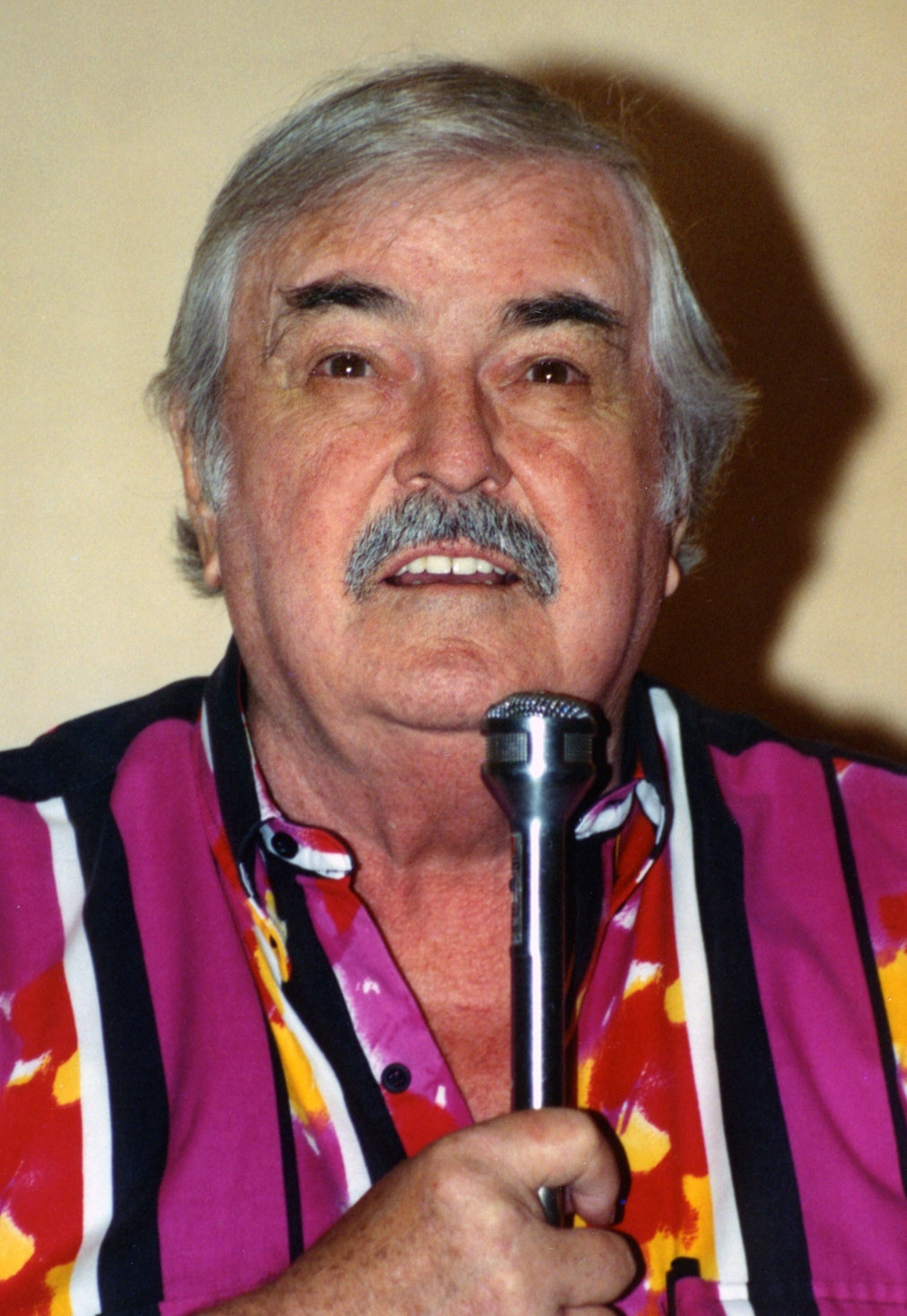
James Doohan, interprete di Montgomery Scott
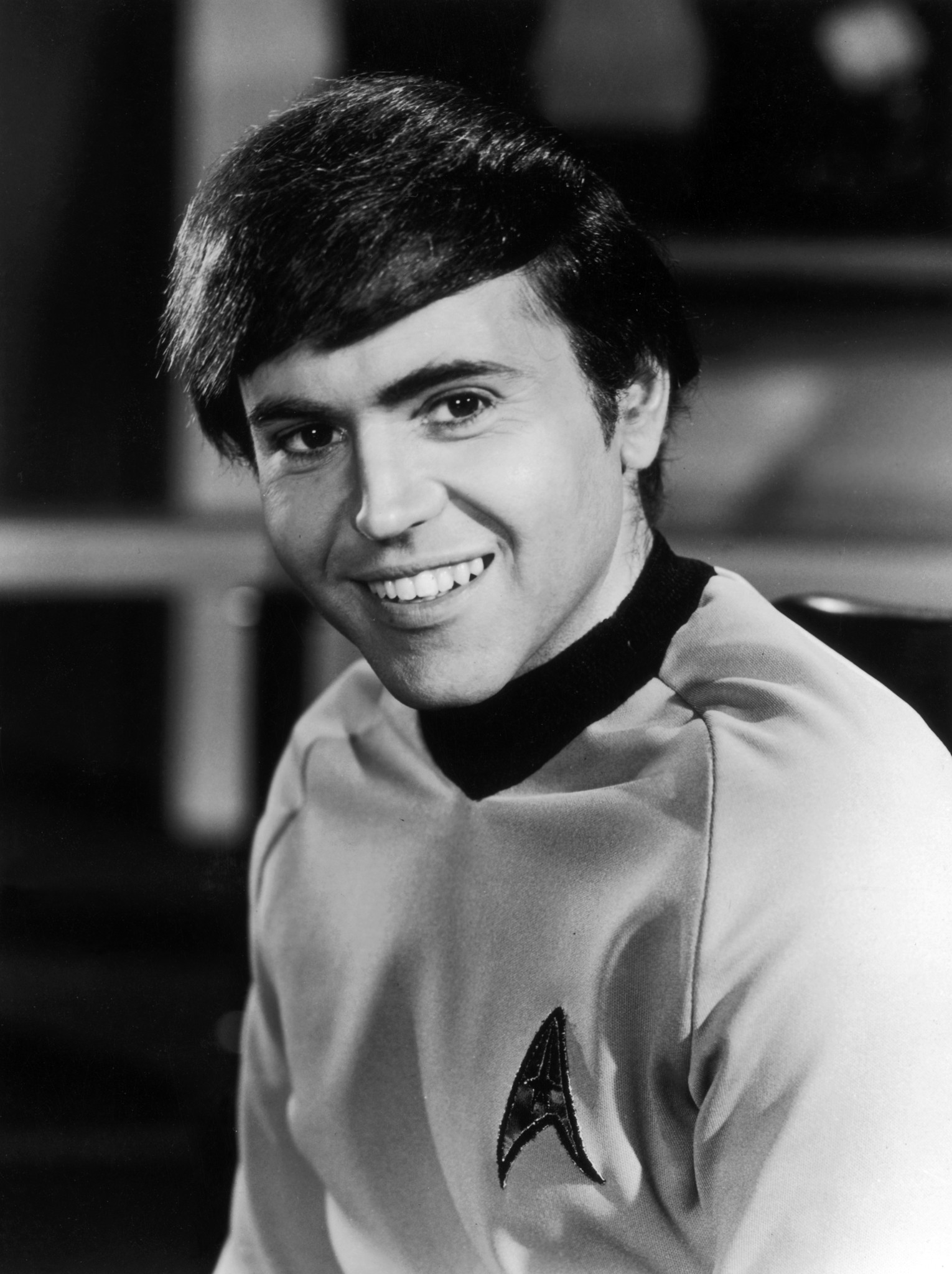
Walter Koenig, interprete di Pavel Chekov
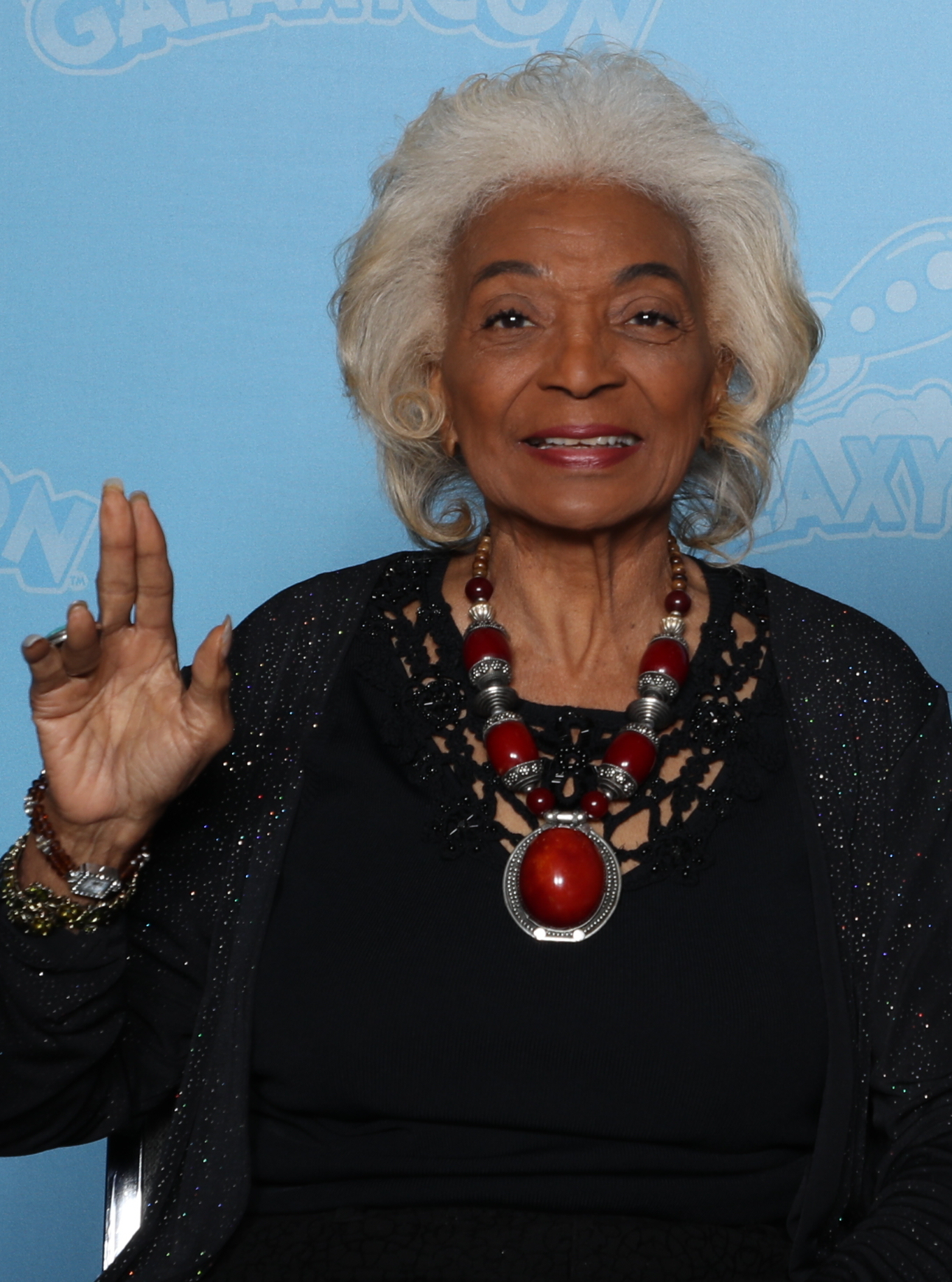
Nichelle Nichols, interprete di Nyota Uhura
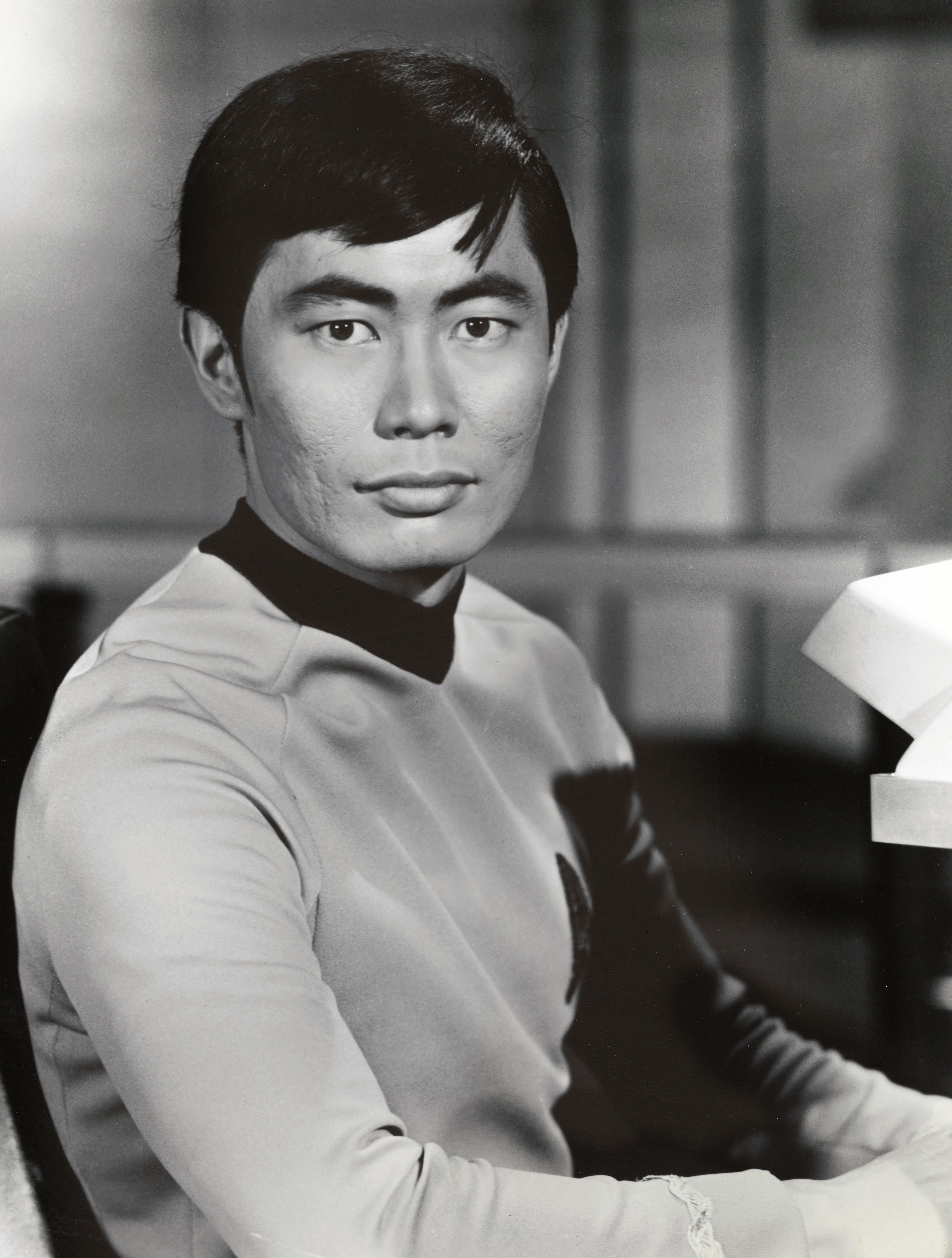
George Takei, interprete di Hikaru Sulu
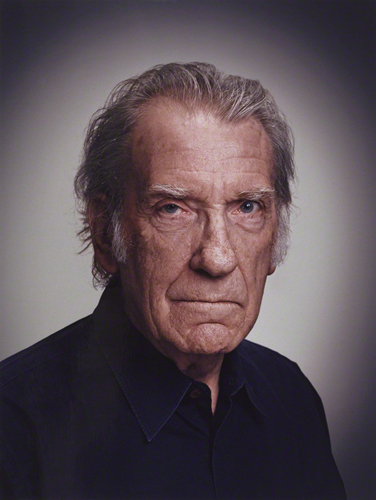
David Warner, interprete di John Talbot
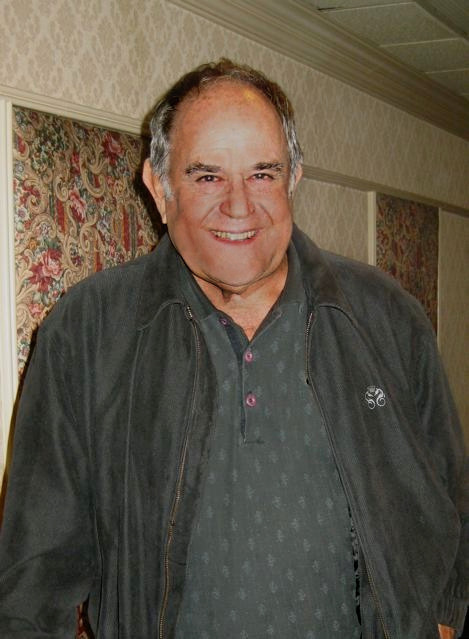
Laurence Luckinbill, interprete di Sybok

## Colonna sonora
La pellicola vede il ritorno di Jerry Goldsmith come compositore, riportando così i temi originali del primo film, riutilizzati anche nella coeva serie Star Trek: The Next Generation.

## Distribuzione
Il film è stato distribuito nelle sale cinematografiche canadesi e statunitensi a partire dal 9 giugno 1989. In Italia il film non è mai stato distribuito nelle sale cinematografiche, ma distribuito direct-to-video, cioè direttamente nel mercato dell'home video, dato lo scarso successo ottenuto ai botteghini statunitensi.
Il doppiaggio dell'edizione italiana del film è stata effettuata dalla C.D.S., con la collaborazione della C.D.C.

## Accoglienza

### Incassi
La pellicola, costata circa 28 milioni di dollari, ebbe un incasso di 52 milioni di dollari negli Stati Uniti (17 milioni nel primo fine settimana del 9 giugno 1989) e di oltre 70 milioni di dollari in tutto il mondo, anche se riscosse un successo inferiore rispetto al precedente episodio filmico (oltre 100 milioni). A questa cifra vanno aggiunti 37 milioni di dollari per i noleggi del film nell'home video.

### Critica
L'ultima frontiera è in genere considerato – sia dalla critica sia dai fan – il meno riuscito tra i film ispirati alla serie di Star Trek. L'ideatore della serie originale Gene Roddenberry dichiarò che la trama del film conteneva alcuni elementi "apocrifi" senza specificare quali. Lo stesso regista William Shatner ammise di non essere stato capace di gestire l'elevato budget messogli a disposizione e di non essere riuscito a realizzare il film che voleva.
Fantafilm scrive che «intervenendo anche nella sceneggiatura, Shatner contribuisce a imbastire una trama pretenziosa ed improbabile, che spinge la quinta avventura di Kirk e compagni verso paludosi scenari di dimensioni mistiche più che cosmiche, e afflitti inoltre da implicazioni teologiche e filosofiche nelle quali la vicenda inevitabilmente finisce per impelagarsi. Ne scaturisce un film magniloquente e implausibile, che precipita il gradimento ai minimi livelli».
Il film ha ricevuto tre ironici premi Razzie Awards: al peggior film dell'anno e, a William Shatner, al peggior attore protagonista e alla peggior regia; inoltre il film ebbe tre candidature ad altri Razzie.

## Riconoscimenti
- 1989 – Golden Reel Award
  - Candidatura per il  miglior montaggio sonoro in un lungometraggio a Mark Mangini
- 1989 – Image Awards
  - Candidatura per la miglior attrice non protagonista in un lungometraggio a Nichelle Nichols
- 1990 – Movie Music UK Awards
  - Migliore colonna sonora per un film fantasy/sci-fi/horror a Jerry Goldsmith
- 1989 – Razzie Awards
  - Peggior film
  - Peggior attore protagonista a William Shatner
  - Peggior regista a William Shatner
  - Candidatura per il peggior attore non protagonista a DeForest Kelley
  - Candidatura per la peggior sceneggiatura
  - Candidatura per il peggior film del decennio
- 2010 – Saturn Award
  - Miglior edizione DVD/Blu-ray per il cofanetto contenente i primi sei film della serie classica